# ジョン・ランディス
ジョン・デヴィッド・ランディス（John David Landis、1950年8月3日 - ）は、アメリカ合衆国の映画監督、脚本家、映画プロデューサー、俳優。
『狼男アメリカン』、『ブルース・ブラザース』、またマイケル・ジャクソンのプロモーション・ビデオ『スリラー』などのホラーや、エディ・マーフィ主演の『星の王子 ニューヨークへ行く』などのコメディ映画で知られる。妻のデボラ・ランディスはコスチュームデザイナー。息子のマックス・ランディスは脚本家。

## 略歴
アメリカ合衆国イリノイ州シカゴ出身。8歳のとき、『シンバッド七回目の航海』（現タイトル『シンドバッド7回目の航海』）を観て映画監督を志す。
高校を中退後、メール・ボーイとして20世紀フォックスで働く。1960年代末頃、渡欧しユーゴスラビアで映画の制作に関わった後、スペインで撮影された西部劇やドイツ映画にスタントマンとして数多く出演。帰国後の1973年、自ら脚本を書き、リック・ベイカー製作の着ぐるみを着て出演もした自主制作の35mmフィルム『シュロック』で監督デビュー。
『デス・レース2000年』、『最後の猿の惑星』などにスタントを兼ねて出演した後、1977年、デヴィッド・ザッカー、ジム・エイブラハムズ、ジェリー・ザッカー脚本によるパロディ映画『ケンタッキー・フライド・ムービー』でメジャー作品の監督デビューを飾り、翌1978年には、僅かな予算と日数で撮り上げ、低予算映画の奇跡と呼ばれるほどの興行的成功を収めた『アニマル・ハウス』を監督、続いて1980年にはジョン・ベルーシとダン・エイクロイド主演の『ブルース・ブラザース』、1981年にはコメディとホラーの橋渡し的作品ともなった『狼男アメリカン』と立て続けにヒットを飛ばし、過激でアナーキーな反体制感覚と反権威主義的風刺の効いた作品で人気を博し、スティーヴン・スピルバーグらとともに気鋭の若手監督としての地位を築く。
1982年7月23日午前2時20分、『トワイライトゾーン/超次元の体験』の撮影中、主演俳優のヴィック・モローと子役2人がヘリコプターの落下事故により命を落とすという悲劇的な事故が起き、過失致死罪で起訴されるとともに、児童労働に関するカリフォルニア州法を破った罪にも問われたが、陪審裁判の結果、1987年に公訴棄却となった。この事件以後、カリフォルニア州では児童労働に関する法律が厳格化された。その他、映画会社は子役2名の遺族から民事で訴えられ、裁判外の和解の結果、1家族につき200万ドルの損害賠償を払うこととなった。また、当時20歳のジェニファー・ジェイソン・リーを含むモローの遺児たちも和解金を受け取ったが、金額は公表されていない。
事故後も映画界はランディスに寛容で、『大逆転』、『眠れぬ夜のために』を監督した（後述する有名監督のカメオ出演も、この頃の作品ではランディスに対する応援的要素が強いとも言われている）が、彼自身の精神的打撃は大きかったようで、射殺される役を自ら演じるという自虐的とも受け取れる行為も見られ、彼の作品にどことなく暗い影を落とすことになった。『サボテン・ブラザース』、『イノセント・ブラッド』、『ブルース・ブラザース2000』などの作品を発表しているものの、事故後の鬱屈を完全に払拭するには至っていない。
同じ1983年にはマイケル・ジャクソンの「スリラー」を撮影している。後にショート・フィルムと呼ばれるようになるストーリー性あるプロモーションビデオは大きな影響を与え、1999年のMTVによる「今まで作られたビデオの中で最も偉大なベスト100」でも1位に輝いている。他にマイケル・ジャクソンの作品では1991年に「ブラック・オア・ホワイト」を監督している。
1991年頃にビートたけしに出演オファーをしたことがある。この時ランディスは、たまたま観た『その男、凶暴につき』の「ビートたけし」と『オレたちひょうきん族』の「鬼瓦権造」が同一人物とは知らず、たけし主演でシリアスな映画、権造主演でコメディー映画を撮りたいとオファーしたものの、実は同一人物と知って「クレイジーだ」と語ったとのことである。
近年はテレビのミニ・シリーズ作品のエグゼクティブ・プロデューサーも務めている。
マーク・トゥエインの『アーサー王宮廷のコネチカット・ヤンキー』が愛読書で、その映画化が長年の夢である。

## 特徴
- スピルバーグ（『ブルース・ブラザース』）や、ドン・シーゲル、ロジェ・ヴァディム、ジョナサン・デミ（『眠れぬ夜のために』）、テリー・ギリアム、マイケル・アプテッド、コスタ・ガブラス（『スパイ・ライク・アス』）、ジョージ・ルーカスなどの有名監督のカメオ出演も、彼の作品のいわゆる「お楽しみ」の一つ。
- 作品中にしばしば巨大なゴリラが登場する。
- 作中の何処かに"See You Next Wednesday"というフレーズが登場する。『2001年宇宙の旅』のパロディ（宇宙船ディスカヴァリーの中で、プール飛行士が見ている両親からのヴィデオが、「じゃ、次の水曜日に」で終わる）。
- 髭と眼鏡とスーツにネクタイがランディスのトレードマーク。
  - 『アニマルハウス』撮影時には役の為に髭を剃ったが、出演シーンは編集段階でカットされた。
  - ランディスが敬愛する俳優の一人で、英国紳士であるクリストファー・リーは、1996年に行われた「ファンゴリア（英語版）」誌のインタビューで、『ジョン・ランディスのステューピッド おばかっち地球防衛大作戦』の撮影は非常に暑い夏に行われたにもかかわらず、常にスーツ姿だったランディスを賞賛している。
- エンドロール前に俳優のバストアップ程度の映像とクレジットを表示する。脇役や撮影クルーなども同様にクレジットされることがある。
- 今まで一度もスコープ・サイズで映画を撮ったことがない。

## 主な作品

### 監督
- シュロック Schlock（1973） - 出演・脚本兼任
- ケンタッキー・フライド・ムービー The Kentucky Fried Movie（1977）
- アニマル・ハウス National Lampoon's Animal House（1978）
- ブルース・ブラザース The Blues Brothers（1980） - 脚本兼任
- 狼男アメリカン An American Werewolf in London（1981） - 脚本兼任
- Coming Soon（英語版）（1982） - 脚本兼任 ※ドキュメンタリー映画
- 大逆転 Trading Places（1983）
- トワイライトゾーン/超次元の体験 Twilight Zone: The Movie（1983） - 製作・脚本兼任 ※4名の監督によるオムニバス作品
- 眠れぬ夜のために Into the Night（1985）
- スパイ・ライク・アス Spies Like Us（1985）
- サボテン・ブラザース ¡Three Amigos!（1986）
- アメリカン・パロディ・シアター（英語版） Amazon Women on the Moon（1987） - 製作総指揮兼任 ※5名の監督によるコント集作品
- 星の王子 ニューヨークへ行く Coming to America（1988）
- オスカー Oscar （1991）
- イノセント・ブラッド Innocent Blood（1992）
- ビバリーヒルズ・コップ3 Beverly Hills Cop III（1994）
- ジョン・ランディスのステューピッド おばかっち地球防衛大作戦（英語版） The Stupids（1996）
- ブルース・ブラザース2000 Blues Brothers 2000（1998） - 製作・脚本兼任
- スーザンズ・プラン 殺せないダーリン（英語版） Susan's Plan（1998） - 製作・脚本兼任
- Slasher（英語版）（2004）※ドキュメンタリー映画
- マスターズ・オブ・ホラー Masters of Horror - テレビシリーズ
  - ディア・ウーマン Deer Woman（2005） - 脚本兼任
  - 言葉なき隣人 Family（2006）
- Mr. Warmth: The Don Rickles Project（英語版）（2007）※ドキュメンタリー映画
- バーク アンド ヘア Burke & Hare（2010）

### 出演
監督せずに出演した作品
- 戦略大作戦 Kelly's Heroes（1970）
- 最後の猿の惑星 Battle for the Planet of the Apes（1973）
- デス・レース2000年 Death Race 2000（1975）
- 1941 1941（1979）※カメオ出演
- スポンティニアス・コンバッション/人体自然発火 Spontaneous Combustion（1990）
- ダークマン Darkman（1990）
- スリープウォーカーズ Sleepwalkers（1992）※カメオ出演
- ボディ・トーク Body Chemistry II: Voice of a Stranger（1992）
- 羊たちの沈没 Il silenzio dei prosciutti/The Silence of the Hams（1994）
- マッド・シティ Mad City（1997）
- アメリカン・ナイトメア The American Nightmare （2000）
- トリック・ベイビー Freeway II: Confessions of a Trickbaby（1999）
- スパイダーマン2 Spider-Man 2（2004）
- アタック・オブ・ザ・50フィート・チアリーダー Attack of the 50 Foot Cheerleader（2012）
- ハロウィン2016 TALES OF HALLOWEEN （2015）
- クリーチャー・デザイナーズ ハリウッド特殊効果の魔術師たち LE COMPLEXE DE FRANKENSTEIN （2015）
- キング・コーエン KING COHEN: THE WILD WORLD OF FILMMAKER LARRY COHEN （2017）
- マイケル・ジャクソン 「スリラー」40周年 ドキュメンタリー THRILLER 40 （2023）

### ミュージック・ビデオ
- マイケル・ジャクソン
  - スリラー - Michael Jackson's Thriller（1983）- 監督・脚本・製作
  - ブラック・オア・ホワイト - Black or White（1991）
- B.B.キング
  - B.B. King: Into the Night（英語版）（1985）
  - My Lucille（英語版）（1985）
  - In the Midnight Hour（英語版）（1985）
- ポール・マッカートニー
  - スパイズ・ライク・アス - Spies Like Us（1986）